# 9127 Brucekoehn
9127 Brucekoehn este un asteroid din centura principală de asteroizi.

## Descriere
9127 Brucekoehn este un asteroid din centura principală de asteroizi. A fost descoperit pe 30 aprilie 1998 la Stația Anderson Mesa în cadrul programului LONEOS. El prezintă o orbită caracterizată de o semiaxă mare de 3,17 ua, o excentricitate de 0,12 și o înclinație de 2,9° în raport cu ecliptica.